# El fusilis
El Fusilis - periódico político que sabe donde se halla: sencillo republicano, inocente y campechano era un setmanari  humorístic i satíric editat a Madrid i escrit en castellà per ser publicat a Barcelona. Explicava l’actualitat política nacional, provincial i municipal barcelonina però sempre utilitzant l’humor i la sàtira. D’aquest periòdic se’n van publicar un total de 73 números, un cada setmana, de manera ininterrompuda. El primer va ser el 20 de març del 1885 i l’últim el 6 d’agost del 1886.

## Història
El Fusilis va ser fundat i dirigit per Daniel Ortiz, qui fou ja director de “El Busilis” i a partir del 17 d’Abril i fins a la seva desaparició el 6 d’agost de 1886 estarà sota la direcció de Miguel G. P. Nabot. Aquest periòdic va ser la continuació d'El Busilis periódico que sabe dónde està; publicat des del 14 de febrer del 1883 fins al 13 de març de 1885.
D'El Busilis, cal remarcar que el títol es deu al fet que el concepte és utilitzat per referir-se a aquelles coses difícils d’explicar. Durant les publicacions d’aquest periòdic la seva primera caricatura el juliol de 1883 va ser censurada pel governador civil, i el juliol de 1884 el seu director Daniel Ortiz va ser agredit a les Rambles de Barcelona a causa de les ideologies.
Després de la desaparició d'El Fusilis, es va crear una tercera reaparició de la mateixa capçalera que tindrà un altre contingut és clar  aquest cop amb el títol El Nuevo Busilis, publicat des del 5 de juny del 1890 fins al 26 de juliol de 1890. Tot i el canvi de títol i de subtítols, l’objectiu era seguir amb la mateixa línia amb els tres periòdics, fent humor i amb el mateix format i els mateixos continguts.
El seu principal col·laborador era Daniel Ortiz, qui en un principi també era el director, i la impremta va ser Redondo y Xumetra. Pel que fa als editors o periodistes no es troben els noms a tots els articles només en alguna columna les inicials o els pseudònims, ja que els periodistes d’aquests periòdics no solien utilitzar el seu nom sinó que firmaven amb pseudònims. Algun article va ser escrit per Juan Balduque, el pseudònim de Luis Taboada un periodista, humorista i escriptor. També trobem en altres articles el nom de Bismark o la firma de D.O. Com indica la mateixa portada, el preu que s'havia de pagar variava segons si es comprava a Barcelona o a fora i de si es volia un sol exemplar o rebre’n amb una periodicitat. A Barcelona els números solts es venien a 0’05 pessetes i  pels que eren de fora, entenent que eren de la resta de Catalunya, havien de pagar 0’10 pessetes. En canvi per províncies s'havia de pagar per periodicitat, un trimestre costava 1’25 pessetes, el semestre es venia per 2’25 pessetes i un any el podies comprar per 4’25 pessetes.
El Fusilis estava compost per quatre pàgines on a cada una hi havia tres columnes, aquestes constaven de diferents apartats, des d’informacions, el butlletí religiós, espectacles, la borsa, l’última hora, els anuncis, a més de les il·lustracions i la secció on es podien trobar pensaments o xarades. Tot el que es trobava estava escrit de manera sarcàstica i amb humor.
Encara que els títols d’apartats que surten a la gran majoria d’articles, o a tots, són “DESDE MADRID” “TIRITOS” “ANUNCIOS” i les il·lustracions.
A la primera pàgina com a capçalera hi havia la data i el número d’exemplar, a continuació hi trobàvem el títol i el subtítol a més del nom del director. També al principi hi havia el preu i les dades de l’administració. Tot seguit es trobaven els propòsits del periòdic, i el prospecte on estava escrit de manera sarcàstica que els seus joves editors eren "conservadors, progressistes, radicals, integracionistes, autònoms, contractualistes”. Tenint en compte que era el temps de la Restauració, aquest periòdic s'oposava a la ideologia confessant que no eren partidaris de la Constitució del 1876.
Malgrat que la informació que es donava depenia del que passava a la societat en cada moment era el que decantava que hi hagués més varietats de notícies o una explicada amb més espai. Un altre apartat destacat d’aquest periòdic era l’humor gràfic a través de les caricatures, els dibuixos o les planxes còmiques que es trobaven a cada número. Normalment tenien relació amb la situació del moment. Finalment a l’última pàgina hi trobàvem a part de més informació, l’apartat d’anuncis, d’última hora i amb petit a sota de tot  el nom de la impremta del periòdic.
Alguns apartats que destacaven eren les esqueles humorístiques, per exemple al primer número van posar-hi l'esquela del periòdic El Busilis. O a la publicació número 40 es va fer una esquela anunciant la defunció de “LA SEÑORA IZQUIERDA” fent referència a la ideologia. Al primer número d'El Fusilis podem trobar una columna dedicada al seu progenitor El Busilis, titulada ¡POBRE BUSLIS!.
Dels 73 números editats no n'hi ha cap on es cèlebres per ser un número destacat, però l’últim número el van dedicar a l’acomiadament amb un primer article titulat “UN HECHO INCALIFICABLE” on explicaven utilitzant el nom d’un anònim amb el qual havien tingut problemes i pel qual desencadenava al tancament del setmanari. 